# Міські збори Таллінна
Міські збори Таллінна (ест. Tallinna Linnavolikogu) — представницький орган Талліннського муніципалітету, що обирається постійними жителями даного місцевого самоврядування, які досягли 18-річного віку (включаючи осіб без громадянства та громадян інших країн).

## Повноваження
Відповідно до статуту міста Таллінна до відомства міських зборів належать такі питання:
- прийняття та зміни міського бюджету, затвердження річного економічного звіту міста
- призначення аудитора
- встановлення і скасування передбачених законом місцевих податків, а також пільг під час їх сплати
- встановлення порядку надання фінансованих з міського бюджету послуг і допомог
- встановлення порядку управління міською власністю
- прийняття та зміни програми розвитку міста
- затвердження та зміни статуту Таллінна
- утворення й ліквідація частин міста, встановлення повноважень частин міста й затвердження їх статутів
- обрання мера міста
- затвердження структури міської управи, затвердження й увільнення від посади її членів
- встановлення зарплатні меру Таллінна та членам міської управи
- обрання кандидатів у народні судді Хар'юського повітового суду
- обрання представника міста до колегії виборщиків для обрання Президента Республіки
- затвердження різних міських вимог (регламентів)